# Neolophonotus satanus
Neolophonotus satanus là một loài ruồi trong họ Asilidae. Neolophonotus satanus được Londt miêu tả năm 1987. Loài này phân bố ở vùng nhiệt đới châu Phi.